# Lénárdné Kétszery Emilia
Lénárdné Kétszery Emilia, Kitsner/Kiesner Zsófia Emília, Lénárd/Lénárt Pálné Emma (Vác, 1844. december 9. (keresztelés) – Budapest, Erzsébetváros, 1924. április 22.) magyar színésznő.

## Pályafutása
Kétszery József színigazgató és Velansits (Velensics) Anna leánya, Saághy Zsigmondné Kétszery Anna testvére.
Színészek között nőtt fel, édesapja társulatában lépett színpadra először Aranyosmaróton 1858 júniusában. Drámai hősnői, később társalgási szerepeket játszott vidéken. Az ország majdnem minden nagyvárosában megfordult. 1894-ben vonult nyugdíjba. Molnár György szerint: »Gyönyörű heroinai alakkal és sokatigérő tragikai tehetséggel bírt.« Solyóm Lajos, aki 1879-ben találkozott vele személyesen, a következőként jellemzi őt a Színészek Lapja 1930. július 1-jei számában: "Szemei sötétek, villogók, merészen ívelt parancsoló szemöldök alatt s egészben véve egy kedves, pompás, szemrevaló fiatalasszony benyomását kelté." Halálát csontgümőkór okozta.
Férje, Lénárd Pál színész hősszerelmeseket alakított, később csendbiztos volt Gödöllőn. Elhunyt 1905. február 15-én Budapesten, 66 éves korában.

## Fontosabb szerepei
- Ophelia (Shakespeare: Hamlet)
- Eboli (Schiller: Don Carlos)
- Ida (Vörösmarty: Maróth bán)
- Sára (Jókai Mór: Szép Mihál)
- Dervarenné (Ohnet: Serge Panine)
- Françoise (Daudet: A nábob)
- Csorbáné (Sárga csikó)
- Vértanú özvegye (Proletárok)

## Működési adatai
1861: Sopron; 1861–62: Szatmár; 1864–65: Eperjes; 1869–70: Kecskemét; 1870–71: Kétszery József; 1871–72: Pécs; 1872–73: Arad; 1874–75: Krecsányi Ignác; 1875–76: Nagy Lujza; 1876–77: Debrecen; 1877–78: Székesfehérvár; 1878–81: Szatmár, majd Kassa; 1882–83: Arad; 1883–85: Arad–Temesvár–Szabadka; 1885–86: Szombathely; 1886–87: Nyitra; 1887–88: Temesvár–Pozsony; 1888–89: Szatmár; 1889–90: Kassa; 1890–91; Miskolc; 1891–94: Temesvár–Pozsony–Buda.